# Arn Strohmeyer
Arn Strohmeyer (* 1942 in Berlin) ist ein deutscher Journalist und Autor.

## Leben
Strohmeyer wuchs in der DDR und später in Soest (Westfalen) auf. Nach dem Abitur in Göttingen studierte er Philosophie, Soziologe und Slawistik an der Universität Göttingen und anschließend an der Universität Bonn. Nach dem Magisterexamen war er als Redakteur bei verschiedenen Tageszeitungen, unter anderem beim Weser-Kurier, und einer politischen Monatszeitschrift tätig. Er engagierte sich für die Friedensbewegung und referierte bundesweit auf einschlägigen Abendveranstaltungen. Als Autor wurde er durch seine kritischen Betrachtungen zu den Theorien um Atlantis bekannt. Strohmeyer beschäftigt sich seit seiner Pensionierung schwerpunktmäßig mit dem israelisch-palästinensischen Konflikt und setzt sich kritisch mit der Politik Israels gegenüber den Palästinensern auseinander. Außerdem beschäftigt er sich mit dem Thema „Antisemitismusvorwürfe als ideologische Waffe“. Im Vorfeld eines Diskussionsabends zu diesem Thema im Jahr 2013 in der Villa Ichon wurde Strohmeier und weiteren Organisatoren des Anlasses laut eines Artikels der Jüdischen Allgemeinen vom Bremer Bündnis gegen Antisemitismus vorgeworfen, sie „seien bereits früher durch linken Antisemitismus aufgefallen“.
Strohmeyer lebt in Bremen.

## Veröffentlichungen
- Da lacht selbst die Partei – Flüsterwitze aus der DDR. Moewig, München 1981, ISBN 3-8118-6809-8.
- Honecker-Witze. 1988. ISBN 978-3-8218-1982-2
- Roter Fels und brauner Mythos. Eine deutsche Reise nach Atlantis. R. G. Fischer, Frankfurt am Main 1990, ISBN 978-3-89406-192-0
- Neue DDR-Witze & Demosprüche. Eichborn, Frankfurt/Main 1990, ISBN 3-8218-2159-0.
- Der gebaute Mythos. Das Haus Atlantis in der Bremer Böttcherstraße. Donat Verlag, Bremen 1993. ISBN 978-3-924444-67-9
- Reise nach Matala. 1994.
- Ich hatte einen Traum … Mein Südkreta zwischen Matala und Lentas. 1994.
- Befreiung von der Wehrmacht? Dokumentation der Auseinandersetzung über die Ausstellung „Vernichtungskrieg – Verbrechen der Wehrmacht 1941 bis 1944“ in Bremen 1996/97.
- Atlantis ist nicht Troja. Über den Umgang mit einem Mythos. Donat, Bremen 1997, ISBN 3-931737-04-7.
- Wiedersehen mit Apoll. Griechische Reisen. 1998.
- Der Mitläufer. Manfred Hausmann und der Nationalsozialismus. Donat, Bremen 1998, ISBN 3-931737-84-5.
- Lentas – ein Dorf am Libyschen Meer. 2000.
- mit Kai Artinger und Ferdinand Krogmann: Landschaft, Licht und niederdeutscher Mythos. Die Worpsweder Kunst und der Nationalsozialismus. VDG Weimar, 2000, ISBN 978-3-89739-126-0.
- Parsifal in Bremen. Richard Wagner, Ludwig Roselius und die Böttcherstraße. Weimar 2002.
- Sorias war ganz anders. Kretische Impressionen. 2003.
- Vaters Masken. Iatros Verlag, Nierstein am Rhein 2005, ISBN 3-937439-88-9.
- Von Hyperborea nach Auschwitz. Wege eines antiken Mythos. Papyrossa Verlag, Köln 2005, ISBN 3-89438-328-3.
- Dichter im Waffenrock. Erhart Kästner in Griechenland und auf Kreta 1941 bis 1945. Balistier Verlag, Mähringen 2006, ISBN 3-937108-07-6.
- Damals in Matala. Von Hippies, Höhlen und Dylan-Songs. 2006.
- Die Pythagoras-Akte. Simmering-Verlag, Lilienthal 2008, ISBN 978-3-927723-66-5.
- Die Stätte des heilenden Gottes. Das Asklepios-Heiligtum in Lentas. Selbstverlag, Lilienthal 2012.
- Wer rettet Israel? Ein Staat am Scheideweg. Eigenverlag, Bremen 2012.
- Die Lyra singt, tanzt und lacht. Vom Zauber kretischer Musik. Mähringen 2013.
- „Die Sonne tönt nach alter Weise…“ Goethe, die Lehre des Pythagoras und die moderne Naturwissenschaft. Schäfer, Herne 2014, ISBN 978-3-944487-20-5.
- Das verhängnisvolle Dreieck. Deutschland, Israel und die Palästinenser. Plädoyer für eine andere Nah-Ost-Politik. Herne 2014, ISBN 978-3-944487-14-4.
- Antisemitismus – Philosemitismus und der Palästina-Konflikt. Hitlers langer verhängnisvoller Schatten. Schäfer, Herne 2015, ISBN 978-3-944487-30-4.
- Ist Antizionismus gleich Antisemitismus?: eine Antwort auf Kritiker meines Buches Antisemitismus – Philosemitismus und der Palästina Konflikt: Hitlers langer verhängnisvoller Schatten. Gabriele Schäfer Verlag, 2016, ISBN 978-3-944487-48-9.
- Die einzige Demokratie im Nahen Osten? Israel und die westlichen Werte. Schäfer, Herne 2016, ISBN 978-3-944487-43-4.
- Wenn Zeus Europa nicht entführt hätte: Kreta im Spiegel von Mythos, Geschichte, Politik und Erleben. Balistier Verlag, Mähringen 2017, ISBN 978-3-937108-36-0.
- Rebell, Sinnsucher, Weltweiser, Dichter des Alexis Sorbas - Nikos Kazantzakis: ein Vortrag. Eigenverlag, Bremen 2017.
- Die israelisch-jüdische Tragödie. Von Auschwitz zum Besatzungs- und Apartheidstaat Israel. Das Ende der Verklärung. Schäfer, Herne 2017, ISBN 978-3-944487-57-1.
- Ein klassischer Fall von Geschichtsfälschung: „1948. Die Ausstellung zur Staatsgründung Israels“ ist eine Flucht in Mythen. Eine Gegendokumentation. Schäfer, Herne 2018, ISBN 978-3-944487-60-1.
- Wider den Mainstream: Plädoyers gegen Israels Palästina-Politik und den Antisemitismus-Vorwurf als politische Waffe. Texte. Schäfer, Herne 2019, ISBN 978-3-944487-65-6.
- Weltmacht Israel : wie der nahöstliche Kleinstaat als globaler Player agiert. Schäfer, Herne 2019, ISBN 978-3-944487-76-2.
- Der Kampf um die Wahrheit: der Konflikt Israels mit den Palästinensern aus Sicht der Psychoanalyse. Schäfer, Herne 2019, ISBN 978-3-944487-70-0.
- Das kretische Abenteuer der Elpis Melena: Reisen und Leben unter osmanischer Herrschaft. Balistier Verlag, Mähringen 2019, ISBN 978-3-937108-37-7.
- Antisemitismus und Nahostkonflikt: einseitige „Aufklärung“ an deutschen Schulen (mit Johannes Feest). Schäfer, Herne 2020, ISBN 978-3-944487-73-1.
- Falsche Loyalitäten. Israel, der Holocaust und die deutsche Erinnerungspolitik. Wien: Promedia, 2022; ISBN 978-3-85371-507-9.